# Качичі (рід)
Качичі (хорв. Kačići, угор. Kacsics) — давній хорватський шляхетський рід. Був одним з найвпливовіших хорватських аристократичних родин, записаних у Pacta Conventa та Супетарському картулярії (Sumpetar cartulary). Історичні джерела згадують членів цієї родини як шляхтичів жупанії Лука в районі Задар-Біоград з XII ст., як князів Омишу у XII—XIII ст., і як володарів Макарської Рів'єри у XV—XVI ст. Пізніша відома гілка родини Качич, стала частиною шляхти Угорського королівства, з якої відгалужується багато сімей, у тому числі Сечені.
Члени роду Омишської гілки були відомими ватажками загонів в Адріатичному морі, що протистояли Венеції, та мешкали на землях колишньої Неретвії. До макарської гілки роду належав хорватський поет і монах-францисканець Андрій Качич-Міошич, чия праця «Razgovor ugodni naroda slovinskog» («Приємна розмова слов'янських людей», 1756) була одним з найпопулярніших хорватських літературних творів протягом століть. Знатними членами угорської гілки були бани Хорватії та Славонії.

## Історія

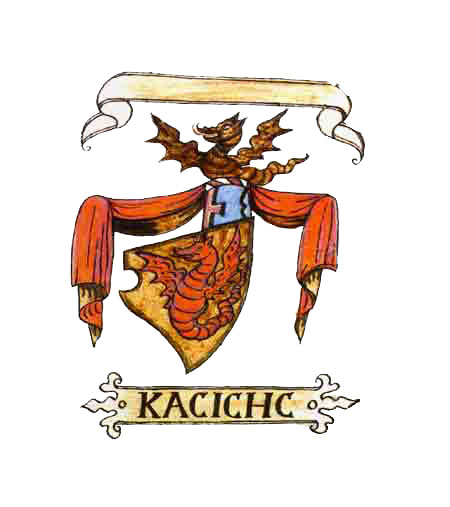
Герб Качичів, XVI ст.

Рід має хорватське походження. В різних історичних джерелах зустрічається написання прізвища: Kačićs, Kacsics, Chacittorum, generatione Cacich, genus Chacittorum, nobiles de Cacich, Caçici, Cacicii, Cacicli, Caciki, Cazethi, Cazichi, Cazziki, Chacichi, Kazzeti.
Родина Качичів згадується в угоді Pacta Сonventa, 1102 року, де вона була записана як одне з дванадцяти визначних хорватських шляхетних племен (родів), які погодились визнати угорського короля Коломана І як короля Хорватії. Їх представляв коміт Юрай Качич (Committem Gurram de genere Chaçittorum). Відповідно до Супетарської картулярії, вони були одним із шести племен (родів), що обирали банів, які, у свою чергу, обирали нового короля у випадку, коли попередній король помер, не залишивши спадкоємця.
Наступна згадка про Качичів датується 1165 роком, коли візантійський хроніст Іоанн Кіннам каже, що 57 міст Хорватії та Далмації, а також «народ Качичів» потрапили під владу Візантії. Качичів також багато записували, як повірених, в рамках договорів купівлі-продажу та земельних спорів або як свідків.
У XIII столітті вони стали настільки могутніми, що атакували всі судна у навколишніх водах, які вони контролювали. З ними рахувались як Візантія і Рагузька республіка, так і Папа Римський. Качичі в останнє згадуються в Задарі 1527 року, Є ще одна гілка родини Качичів, яка виїхала до Королівства Угорщини. Та родина переїхала до міста Сечені біля річки Іпель на півночі сучасної Угорщини, отримала угорське дворянство, а її представники були хорватсько-словоно-далмацькими банами. Від цієї гілки пішли також роди Сечені, Сечені од Вінгарта, Фаркаш, Лібечеї та Голокої.